# Dopravní úřad
Dopravní úřad je v České republice obecné označení pro kompetenční pozici, ze které některé zákonem určené úřady územně-samosprávných celků vykonávají některé přenesené působnosti státní správy podle Zákona o silniční dopravě v oblasti osobní i nákladní silniční dopravy provozované za účelem podnikání. Pojem byl do českého právního řádu zaveden zákonem o silniční dopravě č. 111/1994 Sb. Kompetence dopravních úřadů se týkají zejména smluvní dopravy, tj. dopravy poskytované v závazkovém vztahu jiným subjektům, přičemž zvláštní regulaci podléhá zejména osobní linková doprava, taxislužba a mezinárodní nákladní doprava.

## Určení dopravních úřadů
Které úřady jsou dopravními úřady vymezuje zákon č. 111/1994 Sb. v definicích základních pojmů, v aktuálním znění v § 34 odst. 1. Dopravními  úřady  podle  tohoto  zákona  jsou krajské úřady (přes svým zrušením jimi byly okresní úřady). Odlišně jsou stanoveny dopravní úřady pro městskou autobusovou dopravu a pro taxislužbu, pro něž jsou dopravními úřady obecní úřady obcí s rozšířenou působností, ve statutárních městech a v Praze magistráty. Některé obdobné působnosti přísluší Ministerstvu dopravy ČR, avšak to není zahrnuto pod pojem dopravního úřadu a je v příslušných ustanoveních jmenováno zvlášť. Vykonává-li působnost dopravního úřadu krajský úřad, magistrát nebo obecní úřad, jde o přenesenou působnost státní správy (na rozdíl od objednávání a financování dopravní obslužnosti, které kraje a obce provádějí ve své samostatné působnosti).

## Věcná působnost
Dopravní úřad: 
- uděluje povolení k provozování silniční dopravy pro cizí potřeby subjektům, které dopravu provozují jinak než jako živnost
- v případě živnostníků dává stanovisko k vydání nebo změně koncese; stanovisko se vydává na dobu určitou, která musí být nejméně pět a nejvýše deset let
- vydává osvědčení o oprávnění k podnikání v městské autobusové dopravě; toto osvědčení dokládá existenci platné koncese a licencí k provozování linek
- provádí zkoušky odborné způsobilosti k provozování silniční dopravy pro cizí potřeby a na jejich základě vydává žadatelům osvědčení o odborné  způsobilosti  pro  provozování  dopravy
- vydává potvrzení o finanční způsobilosti dopravce, která sídlo nebo místo trvalého pobytu v jeho správním obvodu
- provádí nejméně jednou za pět let prověrku dobré pověsti dopravce (k tomu mu zákon umožňuje i přístup do Rejstříku trestů)
- eviduje vozidla, kterými je doprava pro cizí potřeby provozována (počet, registrační značky, typ, užitečná hmotnost)
- vede v registru dopravců údaje o podnikatelích v dopravě, jimž vydal stanovisko ke koncesi, o řidičích taxislužby, jimž vystavil průkazy o způsobilosti, o vozidlech hlášených dopravnímu úřadu a o dokladech, které dopravcům vydal, a o dalších rozhodnutích, a v zákonem stanoveném rozsahu tyto údaje stanoveným orgánům zpřístupňuje či poskytuje
- průběžně poskytuje Ministerstvu dopravy informace o počtu dopravců na trhu silniční nákladní dopravy, o jejich finanční způsobilosti a o počtu vozidel,  kterými  je silniční nákladní doprava provozována
- vykonává ve svém územním obvodu státní  odborný  dozor ve všech věcech,  které  nenáleží Ministerstvu  dopravy
- uděluje pokuty podle Zákona o silniční dopravě (pokuty jsou příjmem samosprávného celku, k němuž dopravní úřad náleží)
- navrhuje živnostenskému úřadu zrušit živnostenské oprávnění dopravci, který porušuje zákonné podmínky

Ve vztahu k silniční linkové osobní dopravě: 
- uděluje na základě žádosti dopravce licenci k provozování silniční linkové osobní dopravy pro veřejné i neveřejné linky, jejichž výchozí zastávka leží v jejich správním obvodu (s výjimkou mezinárodních linek, které spadají do působnosti ministerstva dopravy); jako tzv. „dotčený úřad“ vydává stanovisko k licencím, které vydává jiný úřad, pokud linka má mít v jeho správním obvodu nějakou zastávku (k linkám, které jeho správním územím projíždějí bez zastávky, se stanovisko nevyžaduje); stanovuje podmínky provozování linkové osobní dopravy, v zákonem stanovených případech vydání licence zamítá; z rozhodnutí o udělení licence v některých případech vyplývá též povinnost zřídit označníky zastávek
- projednává žádost o udělení licence pro linkovou osobní dopravu s obcemi, v nichž mají být umístěny zastávky, se správci pozemních komunikací, s Policií České republiky a s majiteli označníků zastávek
- ve veřejném zájmu na  uspokojování  přepravních potřeb, v zájmu bezpečnosti  dopravy, na základě neplánované uzavírky nebo na základě žádosti dopravce zahajuje řízení o změně licence
- odnímá licenci, pokud o to dopravce požádá nebo pokud porušuje stanovené povinnosti nebo dopravu nezačal provozovat
- schvaluje jízdní řád veřejné silniční linkové osobní dopravy (jízdní řád zvláštní linkové dopravy schválení nepodléhá, ač licence se pro ni vydávají) pro linky, pro něž vydal licenci (projednání jízdního řádu s dotčenými dopravními úřady zákon nestanoví; úřad musí jízdní řád schválit, pokud splňuje stanovené náležitosti)
- postupuje schválený jízdní řád Ministerstvu dopravy do celostátního informačního systému o jízdních řádech (s výjimkou jízdních řádů městské autobusové dopravy provozované na území města)
- rozhoduje o změnách jízdního řádu veřejné linkové dopravy z důvodu veřejného  zájmu, zásahu  vyšší  moci nebo neplánované  uzavírky
- je oprávněn v rámci výkonu státního odborného dozoru kontrolovat  použití  finančních prostředků na zajištění dopravní obslužnosti veřejnou linkovou dopravou z rozpočtu kraje nebo ze státního rozpočtu
- zjišťuje zdroje ohrožování provozu veřejné linkové dopravy osob a nařizuje provozovateli nebo majiteli zdroje ohrožení jeho odstranění, případně rozhodne o odstranění zdroje ohrožení na náklady původce

Ve vztahu k taxislužbě
- přijímá oznámení od držitelů koncesí, kteří zahájili výkon taxislužby, a eviduje provozovatele taxislužby
- vydává provozovateli taxislužby průkazy o způsobilosti řidičů taxislužby pro řidiče uvedené v oznámení o provozování, a ve stanovených případech rozhoduje o jejich odebrání (jde však o jiný doklad, než osvědčení o vykonání zkoušek z místopisu, právních předpisů  upravujících taxislužbu  a  ochranu  spotřebitele a znalosti obsluhy  taxametru, které ve statutárních městech a v obcích s více než 20 000 obyvatel může vyžadovat a vydávat obec v samostatné působnosti)

Ve vztahu k mezinárodní silniční dopravě: 
- vydává eurolicenci, případně rozhoduje o jejím nevydání
- poskytuje ministerstvu dopravy každoročně údaje o počtu držitelů eurolicencí a počtu vydaných ověřených opisů eurolicencí
- vydává osvědčení řidiče pro podnikatele v mezinárodní dopravě, kteří užívají řidiče z nečlenských států EU